# カット・ミー・サム・スラック
「カット・ミー・サム・スラック」（原題： Cut Me Some Slack ）は、元ニルヴァーナのメンバー、デイヴ・グロール等とポール・マッカートニーがコラボレーションした楽曲。2012年12月に開催された『ハリケーン「サンディ」復興支援チャリティ･コンサート』で初披露。直後に配信限定でリリースされた。2013年3月にグロールが制作したドキュメンタリー映画『Sound City』（2013年1月公開）のサウンドトラック盤に収録された。

## 概要
フー・ファイターズのグロールは、ドラム・サウンドの録音に定評があり、自らがドラマーだったニルヴァーナの出世作『ネヴァーマインド』のレコーディングを行ったロサンゼルス・ヴァンナイズにあったサウンド・シティ・スタジオの閉鎖を惜しみ、その歴史を後世に残すためにドキュメンタリー映画を制作することにした。また、後にサウンド・シティ・プレイヤーズと呼ばれる、マッカートニーを初めとする多くのミュージシャンに声をかけ、サウンドトラック用の楽曲を制作した。
「カット・ミー・サム・スラック」は、マッカートニーと元ニルヴァーナのグロールとクリス・ノヴォセリック、ツアーのサポートメンバーだったパット・スメアの4人によるジャムセッションから生まれた曲である。後にマッカートニーはこの共演を「ニルヴァーナの再会」、またノヴォセリックは「シルヴァーナ（Sirvana）」と表現した。なおタイトルは「勘弁してくれ」の意味。
この曲は2012年12月12日にマディソン・スクエア・ガーデンにて開催された『ハリケーン「サンディ」復興支援チャリティ･コンサート』で初めて披露された。すでに出演が決まっていたマッカートニーがこの曲を演奏することを計画し、グロール等も賛同し実現した。
その後グロールはドキュメンタリー映画とサウンドトラック盤の計画を明らかにし、12月14日にはYouTubeを通じてサウンドトラック音源をリリースした。また4人は12月15日のサタデー・ナイト・ライブにも登場した。
翌2013年7月19日には、ニルヴァーナのホームタウンであるシアトル・セーフコ・フィールドで行われたマッカートニーのコンサートに他の3人が再び集結、アンコールにサプライズ登場し、この曲のほか「ゲット・バック」を含むビートルズの曲など数曲を演奏した。
2014年に グラミー賞のベストロックソング部門を受賞した。

## 演奏
- デイヴ・グロール - ドラム、 ボーカル
- ポール・マッカートニー - ボーカル、シガーボックスギター
- クリス・ノヴォセリック - ベース・ギター
- パット・スミア - ギター